# Assepoester (musical)
Assepoester is een musical van Studio 100 uit 1999 gebaseerd op het gelijknamige sprookje van de gebroeders Grimm. De musical werd in juli 2024 voor de eerste keer uitgebracht en is exclusief te bekijken op Streamz.

## Verhaal
Heel lang geleden leefde er in een mooi en gezellig huis een vader met zijn dochtertje. Hoewel ze haar moeder al heel vroeg verloren had, leidde het meisje een gelukkig leventje, gekoesterd door haar papa en het talrijke personeel. En toen papa hertrouwde en ze er een mama en twee stiefzusjes bijkreeg, leek de toekomst helemaal rooskleurig te worden...
Tien jaar later is het gezellige huis vervallen en verwaarloosd, van de uitgebreide staf bedienden zijn alleen de wat vreemde Amedee en Amedoe overgebleven. Papa is al jaren dood en zijn liefste dochter is het slaafje van haar boze stiefmoeder en gemene stiefzussen... Assepoester, zoals ze nu genoemd wordt, kan alleen maar dromen van een gelukkiger toekomst aan de zijde van een droomprins.

## Liedjes
- Ouverture
- Jarig
- Hier ben ik
- Papa
- Doe dit en doe dat
- Wij zullen alles wel doen
- Droomprinsen
- Trouw mijn jongen
- Wals
- Prinsenbal
- Wij gaan naar het bal
- Wat wil je nog meer
- Laat de vrouwen binnen
- Het meisje dat hier voor mij staat
- 't is voorbij
- De markt
- Wie het schoentje past
- Sip
- Trouwen
- Wij alleen

## Rolverdeling
| Personage                   | Acteur | Understudy's / alternates         |
| --------------------------- | --- | --------------------------------- |
| Assepoester                 | Maike Boerdam | Grietje Vanderheijden (Alternate) |
| Stiefmoeder                 | Anne Mie Gils | Gerdy Swennen                     |
| Eufrazie                    | Britt Van Der Borght | Sofie Schoevaerts                 |
| Madeleen                    | Barbara De Jonge | Helen Geets                       |
| Amedoe                      | David Davidse | Johan Van Mechelen                |
| Amedee                      | Door Van Boeckel | Luk Moens                         |
| Vader/Lode de Bode          | Ernst Van Looy | Erwin De Brabanter                |
| Koning                      | Fred Van Kuyk | Ben Van Hoof                      |
| Prins                       | Chris Van Tongelen | Gert De Schepper                  |
| Goede Fee/Kruidenvrouwtje   | Karina Mertens | Liv Van Aelst                     |
| Fraulein Van Schnoeber      | Liv Van Aelst |                                   |
| Drankenhandelaar            | Dirk Bosschaert |                                   |
| Maria Gonzales/Bloemenvrouw | Sofie Schoevaerts |                                   |
| Groentenman                 | Gert De Schepper |                                   |
| Rommelkraamman              | Ben Van Hoof |                                   |
| Slager-Bakker               | Erwin De Brabanter |                                   |
| Koningin/Visvrouw           | Chris Gils |                                   |
| Ensemble                    | Liv Van Aelst, Fabio Van Hoorebeke, Sofie Schoevaerts, Gert De Schepper, Grietje Vanderheijden, Ben Van Hoof, Erwin De Brabanter, Chris Gils, Dirk Bosschaert, Gerdy Swennen, Christophe Haddad, Femke Stoop, Ine Pietens, Helen Geets, Johan Van Mechelen, Luk Moens, Petra Hanskens, Karina Mertens, Vicky Gosselé, Michaël Zanders, Neelienke Toering |                                   |

Kinderen
- Kleine Assepoester: Clara Cleymans, Thaini Heremans, Céline Verbeeck, Elisabeth Vinken.
- Kleine Eufrazie: Birgit Clippeleyr, Tess Driessens, Ulrike de Maesseneire, Daphne Paelinck.
- Kleine Madeleen: Chloe de Bie, Sara Gracia Santacreu, Charlotte Leysen, Cathy Petit.

## Crew
- Regie: Jan Verbist
- Muziek: Johan Vanden Eede
- Tekst: Danny Verbiest, Gert Verhulst en Hans Bourlon
- Koor- en orkestleiding: Steven Mintjens
- Choreografie: Ijvi Hagelstein
- Arrangementen orkest: Steve Willaert
- Decorontwerp: Hartwig Dobbertin & Jean Block
- Kostuumontwerp: Erna Siebens
- Ontwerp haarwerk: Harold Mertens
- Lichtontwerp: Luc Peumans
- Geluidsplan: Rob van Kuijk

'14-'18 · '40-'45 (België) · '40-'45 (Nederland) · De 3 Biggetjes · 3 Musketiers · Aida · Alice in Wonderland · A xXxmas Carola · Anatevka · Assepoester · Belle en het Beest · Billie Holiday · Bloedbroeders · The Bodyguard · Cabaret · Camelot · Cats · Chicago · Ciske de Rat · Cyrano de Bergerac · De Schone van Boskoop · Daens · Dirty Dancing · Doe Maar! · Domino · Doornroosje · Dracula · Drood · Elisabeth · Evita · Fame · De Finale · Flashdance · Foxtrot · Goodbye, Norma Jeane · Grease · Hair · High School Musical · De Jantjes · Jekyll & Hyde · Jersey Boys · Jesus Christ Superstar · Kadanza · De kleine zeemeermin · Koning van Katoren · Kruimeltje · Kuifje: De Zonnetempel · Kunt u mij de weg naar Hamelen vertellen, mijnheer? · The Last Five Years · Lelies · The Lion King · The Little Mermaid · Love Story · Lover of Loser · Mamma Mia! · De man van La Mancha · Mary Poppins · Les Misérables · Miss Saigon · Muerto! · De Muze van Rubens · My Fair Lady · On Your Feet! · Op hoop van Zegen · Oorlogswinter · The Passion · Pauline & Paulette · The Phantom of the Opera · Pinokkio · Red Star Line · Rembrandt · Robin Hood · Romeo en Julia, van Haat tot Liefde · De Rozenoorlog · Shhh...it happens! · Shrek · Soldaat van Oranje · Spring Awakening · De sprookjesmusical Klaas Vaak · Sneeuwwitje · The Sound of Music · Tarzan · Titanic · Turks fruit · Urinetown · De Vliegende Hollander · Wat Zien Ik?! · Wicked · The Wild Party · The Wiz · Wickie de viking de musical
    Portaal Musical